# جان لا فونتين
جان لا فونتين (بالإنجليزية: J. S. La Fontaine)‏ هي عالمة الإنسان بريطانية، ولدت في 1 نوفمبر 1931 في نيروبي في كينيا.